# Lochkovi
A lochkovi a kora devon földtörténeti kor három korszaka közül az első, amely 419,2 ± 3,2 millió évvel ezelőtt (mya) kezdődött a szilur időszak pridoli korszaka után, és 410,8 ± 2,8 mya ért véget a prágai korszak előtt.
Nevét Csehország fővárosának, Prágának Lochkov nevű városrészéről kapta. Az elnevezés 1958-ban került be a szakirodalomba.

## Meghatározása
A Nemzetközi Rétegtani Bizottság meghatározása szerint a lochkovi emelet alapja (a korszak kezdete) a Monograptus uniformis graptolitafaj megjelenésével kezdődik. Az emelet tetejét (a korszak végét) a Eognathodus sulcatus konodontafaj megjelenése jelzi.